# Rompeprop
Rompeprop ist eine niederländische Grindcore-Band aus Eindhoven. 

## Geschichte
Die Band Rompeprop wurde 1999 von Jores du True (Schlagzeug), Dirty Dr. Dente (Gitarre) und Steven Smegma (Gesang) gegründet, die Musik ähnlich wie ihre Vorbilder Impetigo und Haemorrhage machen wollten. Als offiziellen Startpunkt sieht die Band selbst aber das Jahr 2001 an, als sie sich mit dem Bassisten Micheil the Menstrual Mummy verstärkte.
Als erstes musikalisches Lebenszeichen wurde im Jahr 2002 die EP Menstrual Stomphulk über das niederländische Musiklabel Dismemberment Records veröffentlicht; ein Jahr später folgte das Debütalbum Hellcock's Pornflakes über Bizarre Leprous Production aus Tschechien. Im Jahr 2004 stieg Sänger Steven Smegma aus gesundheitlichen Gründen aus und Gitarrist Dirty Dr. Dente übernahm zusätzlich den Gesang. Als im Jahr 2007 Bassist Micheil the Menstrual Mummy aus beruflichen Gründen in die Schweiz zog, wurde BoneBag Rob dessen Nachfolger.
Clubkonzerte und Festivals wie das Obscene Extreme führten die Band in Europa u. a. nach Tschechien, Portugal, Spanien und Russland sowie interkontinental u. a. in die USA, nach Kanada und Mexiko.

## Diskografie
Alben
- 2003: Hellcock's Pornflakes (Bizarre Leprous Production)
- 2010: Gargle Cummics (Bizarre Leprous Production)

Singles und EPs
- 2002: Menstrual Stomphulk (Dismemberment Records)
- 2004: Just a Matter of Splatter (Split mit Tu Carne, Bizarre Leprous Production)
- 2006: Masters of Gore (Split mit GUT, Everydayhate)
- 2016: To Serve - To Protect... To Kill - To Dissect / Great Grinds Drink Alike (Split mit Haemorrhage, Fat Ass Records)
- 2017: Rompepig (Split mit Guineapig, Rotten Roll Rex)